# Youngblood Brass Band
Die Youngblood Brass Band ist eine Brassband aus Nordamerika, die traditionelle Blasmusik mit Hip-Hop-, Funk- und Jazz verbindet. Die Band wurde 1997 als One Lard Biskit Brass Band gegründet und besteht heute aus elf Mitgliedern.

## Geschichte

### Gründung und Anfänge
1994 machte sich der Sänger David Henzie-Skogen an der heimischen High School in Madison, Wisconsin auf die Suche nach Gleichgesinnten zur Gründung einer Brass Band. Dabei stieß er auf Nat McIntosh, der zu der Zeit Sousaphonist der Mama Digdowns Brass Band war. Gemeinsam mit Josh Smith (Trompete), Ben McIntosh (Posaune), Jason Smith (Schlagzeug), Mark Chilson (Posaune), Garrick Witte (Trompete), Vinnie Okada (Alt-Saxophon), Matt Picket (Posaune), Brian Berkin (Saxophon), Chuck Wagner (Trompete), Joe Goltz, Matt Miller (beide Posaune), Mike Bonan (Trompete), Matt Rappaport (Percussions), Carl Bartsch (Tenorsaxophon) und Jason Flaks (Schlagzeug) formieren sie eine Brass-Band, die zunächst unter dem Namen One Lard Biskit Brass Band auftrat. In dieser Besetzung spielten sie auch, im Stil einer klassischen New Orleans Brass Band ihr erstes Album ein, das 1997 unter dem Titel „Better Recognize“ veröffentlicht wurde.
Schon 1997 löste sich die One Lard Biskit Brass Band wieder auf, woraufhin ein Teil der Musiker im selben Jahr die Youngblood Brass Band gründete.

### Musikalische Durchmischung
Während die Band in den ersten Jahren ausschließlich traditionelle Blasmusik spielte, wurde ihre Musik im Lauf der Zeit zunehmend von Hip-Hop, Jazz und Funk beeinflusst und David Henzie-Skogens Gesang wechselte mit Rap-Passagen. Die Band riss musikalische Grenzen ein und verbindet sehr unterschiedliche Stile zu einem Mix. Besonders die Basslinie von Nat McIntoshs Sousaphon macht die Musik unverwechselbar. Die Gruppe arbeitet unter anderem mit dem Rapper Talib Kweli sowie mit Mike Ladd und Ike Willis zusammen.

### Neubesetzung

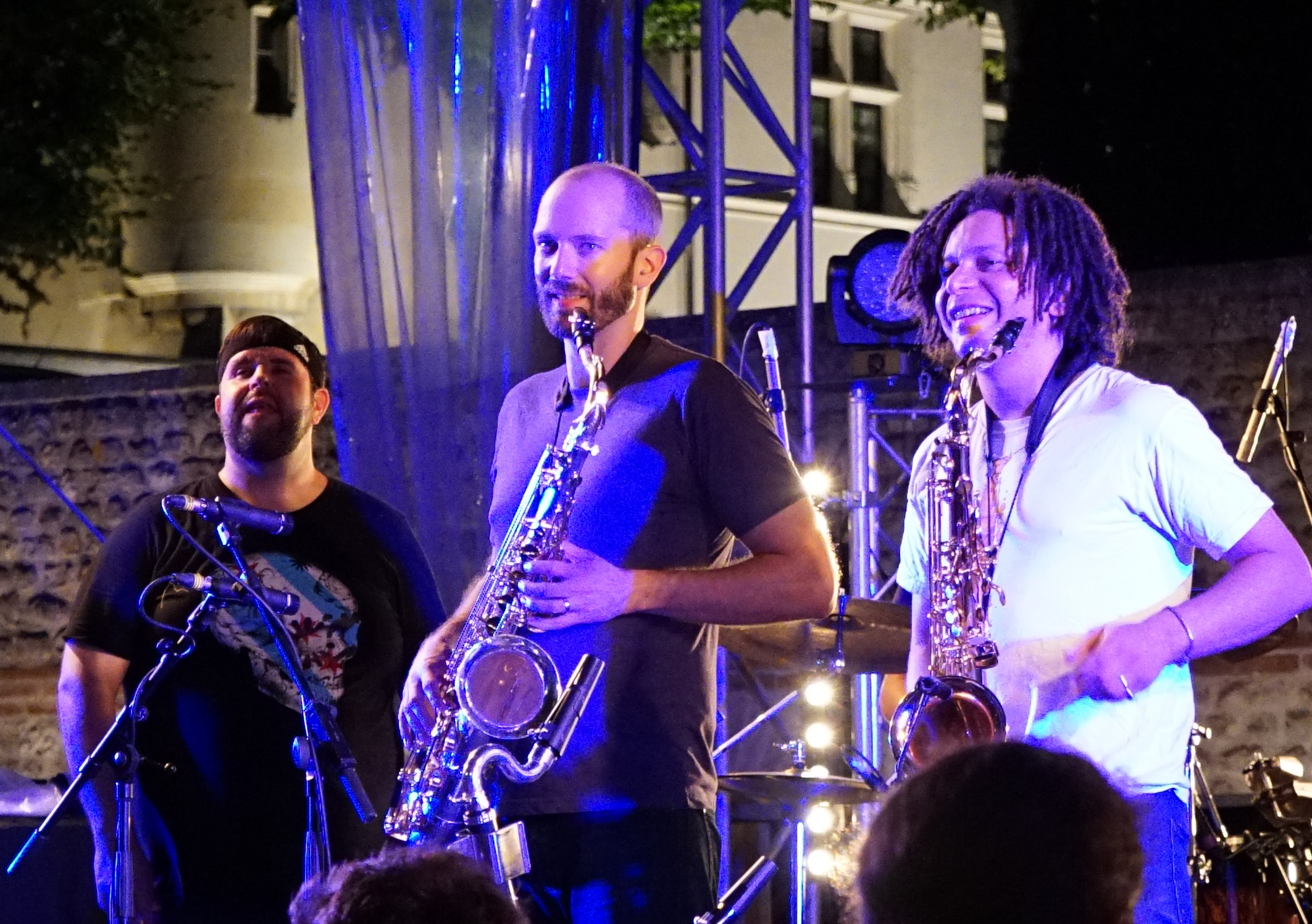
2015

Mitte 2009 wurde der Ausstieg des Sousaphonisten Kenny Bentley bekanntgegeben, der die Band seit 2004 musikalisch unterstützt hatte. Auch Nat McIntosh hatte die Gruppe zeitweise verlassen, spielt aber seit ihrer Europa-Tournee 2010 wieder in der Band. Das Line-Up der Youngblood Brass Band sieht seither wie folgt aus:
- Dave Henzie-Skogen (Perkussion, Gesang)
- Tom Reschke (Perkussion)
- Jonah Gaster (Perkussion)
- Nat McIntosh (Sousaphon)
- Charley Wagner (Trompete)
- Mike Boman (Trompete)
- Joshua Smith (Saxophon)
- Joseph Goltz (Posaune)
- Matt Hanzelka (Posaune)

### Zusammenarbeit mit Bligg
Im Jahr 2011 nahm der Schweizer Rapper Bligg sein ursprünglich 2010 veröffentlichtes Album „Bart Aber Herzlich“ gemeinsam mit der Youngblood Brass Band in deren Tonstudio in den USA neu auf. Das Produkt dieser Zusammenarbeit wurde 2011 unter dem Titel „Brass aber herzlich“ veröffentlicht und von den beteiligten Musikern auf einer gemeinsamen Tournee promoted. Die Youngblood Brass Band trat außerdem 2012 zusammen mit Bligg als Showact im Finale der Fernsehshow „Das größte Schweizer Talent“ auf.

## Diskografie

### One Lard Biskit Brass Band
- Better Recognize (1997)

### Youngblood Brass Band
- Word On The Street (1998)
- Unlearn (2001)
- Center:Level:Roar (2003)
- Live.Places (Livealbum) (2005)
- Is That a Riot? (2006)
- Brass aber herzlich (2011) – Zusammenarbeit mit Bligg
- 20 Questions (EP) (2013)
- Pax Volumi (2013)
- Covers 1 (2018)